# Serranópolis do Iguaçu
Serranópolis do Iguaçu là một đô thị thuộc bang Paraná, Brasil. Đô thị này có diện tích 483,658 km², dân số năm 2007 là 4400 người, mật độ 10,4 người/km².